# Степанова, Екатерина Анатольевна
Екатерина Анатольевна Степанова (род. 24 июля 1994 года, Красноярск) — российская легкоатлетка, специализирующаяся в прыжках в высоту.

## Биография
Екатерина Анатольевна Степанова родилась 24 июля 1994 года в Красноярске. Начала заниматься лёгкой атлетикой в СДЮСШОР «Спутник» у тренеров А. П. Кудрявцева и А. А. Парыгиной. В настоящее время тренируется под руководством Сергея Степановича Мочалова в «Академии летних видов спорта». В 2013 году выполнила норматив мастера спорта России.
В 2018 году стала бронзовым призёром чемпионата России в помещении, а затем — Кубка России.

## Основные результаты
| Год  | Соревнования                 | Место проведения | Место | Результат |
| ---- | ---------------------------- | ---------------- | ----- | --------- |
| 2013 | Чемпионат России в помещении | Москва           | 11    | 1,78 м    |
| 2014 | Чемпионат России в помещении | Москва           | 9     | 1,84 м    |
| 2017 | Чемпионат России в помещении | Москва           | 12    | 1,80 м    |
| 2017 | Чемпионат России             | Жуковский        | 10    | 1,80 м    |
| 2018 | Чемпионат России в помещении | Москва           | 3     | 1,82 м    |
| 2018 | Чемпионат России             | Казань           | 4     | 1,82 м    |
| 2019 | Чемпионат России в помещении | Москва           | 7     | 1,82 м    |
| 2019 | Чемпионат России             | Чебоксары        | 8     | 1,82 м    |
| 2020 | Чемпионат России в помещении | Москва           | 10    | 1,82 м    |